# ズデンカ・ポドカポーバ
ズデンカ・ポドカポーバ （Zdenka Podkapová、1977年8月6日 - ）は、チェコのエロティック女優、アダルトモデル。チェコスロバキア・ブルノ出身。
Zdenka（ズデンカ）、Zdenka Popová（ズデンカ・ポポーバ）とクレジットされることもある。彼女は米ペントハウス誌で2001年のペントハウス・ペット・オブ・ザ・イヤーを獲得したことで最も知られている。

## 来歴
モデルを始める以前は、チェコのプロの体操選手であった。5年間のナショナルチームに在籍し、4回のチャンピオンになった。
1996年に初めて写真のモデルを務め、1998年にペントハウス誌へのコンタクトを試みた。ペントハウスにおける初のグラビアは、1998年4月に掲載された。1999年4月号のペントハウス・ペット・オブ・ザ・マンスに選ばれ、2年後の2001年、ペット・オブ・ザ・イヤーに選出された。これに対してズデンガは「私は非常に驚き、赤ん坊のように泣きました。なぜなら私は歴史上、チェコ共和国からは初の、ヨーロッパからは2人目のペット・オブ・ザ・イヤーだったのです。」と述べた。
その後、「パーフェクト10 (Perfect 10)」、「エスクァイア (Esquire)」、「フロント (Front)」、「マキシム(Maxim)」など多くの男性誌の表紙を飾った。
後にブルノに住んでいた。